# Felimida edmundsi
Felimida edmundsi is een slakkensoort uit de familie van de Chromodorididae. De wetenschappelijke naam van de soort is voor het eerst geldig gepubliceerd in 1989 door Cervera, Garcia-Gomez & Ortea.